# Psednos christinae
Psednos christinae är en fiskart som beskrevs av Anatoly Petrovich Andriashev 1992. Psednos christinae ingår i släktet Psednos och familjen Liparidae. Inga underarter finns listade i Catalogue of Life.